# Simplicio (papa)
Simplicio  (en Latín:  Simplicius PP.) cuyo nombre secular conservó hasta su muerte (Tívoli, siglo V-Roma, 10 de marzo de 483) fue el papa 47.º de la Iglesia católica en el período del 468 al 483. Su pontificado se dio en el contexto del fin del Imperio romano de Occidente. Es venerado como santo y su memoria litúrgica se celebra el 10 de marzo.

## Biografía
El Liber Pontificalis, describe que Simplicio nació en el seno de una familia romana. Su padre era un ciudadano romano de nombre Castino, natural de Tívoli No se sabe la fecha de su nacimiento, pero se sabe que ocurrió en Tívoli, en algún momento del siglo V.

### Pontificado

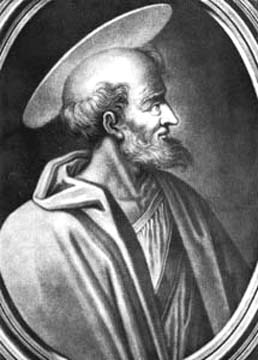
Grabado del Papa Simplicio

#### Contexto histórico
Fue elegido Papa, tras la muerte de Hilario, el 3 de marzo del 468, durante la crisis y fin del Imperio Romano de Occidente, cuando, en el 476, el rey de la tribu germánica de los hérulos, Odoacro, venció y depuso al emperador Rómulo Augústulo.
En Constantinopla, Basilisco se rebeló contra el emperador Zenón y se apoderó del trono. Declarado monofisita proclamó el Enkyklikon, un edicto religioso que rechazaba el Concilio de Calcedonia que había condenado el monofisismo en 451.
Dicho edicto fue abolido cuando Zenón recuperó el trono, pero sus enfrentamientos con los vándalos y los ostrogodos hicieron que el emperador buscase una solución al conflicto monofisita con la publicación en 482 de un nuevo edicto conocido como Henotikon, en el que se propugnaba por una fórmula de unión entre los monofisitas y la doctrina considerada como ortodoxa.
El problema que desencadenaría este nuevo edicto y que daría lugar al Cisma acaciano, no lo vivió el papa Simplicio, que falleció antes de que se desencadenara el cisma.

#### Obras
Como Papa, Simplicio defendió el Concilio de Calcedonia, contra la herejía monofisita del Imperio Bizantino. Se le atribuye la construcción de cuatro iglesias en Roma, y la regulación de algunos asuntos como el darle énfasis a la Eucaristía en lugar de la administración.
Tuvo problemas con el emperador León I, ya que este último quería nombrar al Patriarca de Constantinopla, Acacio, como su segundo, dándole mucho poder en Roma.
En el 475, envió a los obispo Florencio y Severo, para que corrigieran al obispo Gaudencio, por un error que cometió éste obispo en ordenar ilíctiamente que se distribuyeran bienes de la iglesia entre particulares, los cuales fueron apartados de sus cargos.
Fue autor de varias epístolas entre ellas una dedicada al apóstol Andrés, otra a Zenón, obispo de Sevilla, y otra a Juan, obispo de Rávena; esta última datada del 482.
Simplicio falleció el 10 de marzo del 483, por causas naturales. Sus restos reposan en la Basílica de San Pedro, en Roma.